# Panotrogus pakistanus
Panotrogus pakistanus är en skalbaggsart som beskrevs av Keith 2002. Panotrogus pakistanus ingår i släktet Panotrogus och familjen Melolonthidae. Inga underarter finns listade i Catalogue of Life.